# Waldemar Fegelein
Waldemar Fegelein (ur. 9 stycznia 1912 w Ansbach, zm. 20 listopada 2000 w Obermeitingen) – niemiecki oficer, SS-Standartenführer, dowódca 37 Ochotniczej Dywizji Kawalerii SS Lützow, zbrodniarz wojenny.

## Życiorys
Waldemar Fegelein urodził się 9 stycznia 1912 roku w Ansbach. Jego bratem był Hermann Fegelein – adiutant Heinricha Himmlera. Obaj bracia mieli zamiłowanie do koni, jako że ich ojciec zarządzał szkołą jeździecką w Monachium, która w lipcu 1937 została główną szkołą jeździecką SS (SS-Hauptreitschule). 
W 1932 roku podjął studia na kierunku weterynaria, których jednak nie ukończył. W latach 30. podobnie jak brat był jednym z czołowych zawodników jeździectwa w III Rzeszy. 28 kwietnia 1933 dołączył do NSDAP. 1 września 1935 dołączył do SS pod numerem członkowskim 229780. W latach 1936–1940 pełnił różne funkcje w SS-Hauptreitschule.
Od 1940 roku jako dowódca 1. szwadronu w 1. pułku kawalerii SS (1. SS-Totenkopf-Reiterstandarte) pełnił służbę w okupowanej Polsce. Uczestniczył w obławie na oddział mjr. Hubala oraz w towarzyszących mu pacyfkacjach polskich wsi. Żołnierze jego szwadronu uczestniczyli także w egzekucjach przedstawicieli polskiej inteligencji, które przeprowadzano w ogrodach sejmowych w Warszawie oraz w podwarszawskich Palmirach.
W 1941 roku w szeregach Brygady Kawalerii SS uczestniczył w działaniach na froncie wschodnim, w tym w akcji eksterminacyjnej na bagnach Prypeci (koniec lipca – połowa września). Podczas tej ostatniej żołnierze dowodzonego przezeń szwadronu przeprowadzili masakry Żydów m.in. w Motolu, Telechanach oraz Starobinie.
W 1942 roku został przeniesiony do Głównego Urzędu Dowodzenia i Administracji SS (SS-Führungshauptamt). W tym samym roku został dowódcą pułku w 8 Dywizji Kawalerii SS „Florian Geyer”. Za działania na froncie wschodnim został odznaczony Krzyżem Rycerskim. Order otrzymał z rąk Heinricha Himmlera.
Po wojnie zmienił imię na Axel i założył własną szkołę jeździecką niedaleko Bad Wörishofen.
W latach 1962–1970 był jednym z podejrzanych w ramach śledztwa, które zachodnioniemiecka prokuratura prowadziła w sprawie zbrodni popełnionych przez 1. pułk kawalerii SS na okupowanych obszarach ZSRR. Ostatecznie nie postawiono mu jednak żadnych zarzutów.
Waldemar Fegelein zmarł 20 listopada 2000 roku w Obermeitingen i został pochowany razem z żoną Anneliese na cmentarzu Waldfriedhof w Ansbach.